# 哈科達 (阿拉巴馬州)
哈科達（英語：Hacoda）是一個位於美國阿拉巴馬州傑尼瓦縣的非建制地區。該地的面積和人口皆未知。

## 地理
哈科達的座標為31°04′30″N 86°09′59″W / 31.07500°N 86.16638°W，而該地最高點為海拔高度47米（即154英尺）。